# United Nations Association of the United States of America
A United Nations Association of the United States of America ou UNA-USA foi fundada em 1943 por Eleanor Roosevelt como American Association for the United Nations (AAUN), a qual fundiu-se ao U.S. Committee for the United Nations em 1964.
A UNA-USA é uma organização sem fins lucrativos cujo objetivo é instruir aos estadunidenses sobre a Organização das Nações Unidas (ONU) e sobre as questões que ela levanta. A UNA-USA também trabalha com o objetivo de apoiar os programas Model United Nations (MUN), a maioria dos quais são organizados localmente por professores e estudantes interessados no assunto. Capítulos comunitários da UNA-USA convidam expertos para apresentar seminários públicos sobre questões de política internacional relacionados à ONU e encorajam membros da MUN a apoiar financeiramente programas MUN em universidades e colégios locais, para que estudantes possam viajar para conferências MUN fora de seus estados A cada ano, a UNA-USA publica A Global Agenda, um guia para o trabalho da Assembleia Geral da ONU.